# Міст Ель Фердан
Міст Ель Фердан (араб. اكوبري الفردان, Kūbrī al-Firdān) — залізничний поворотний міст, що перетинає Суецький канал біля Ісмаїлії, Єгипет. Це найдовший поворотний міст у світі, з головним прольотом завдовжки 340 м. Він замінив міст побудований у 1963, який було зруйновано під час Шестиденної війни.
Щоденно міст двічі на день протягом трьох годин зачинено.
На час будівництва Нового Суецького каналу міст було зачинено

## Параметри
- Загальна довжина - 640 м
- Довжина головного прольоту - 340 м
- Ширина - 12.6 м
- Висота пілонів - 60 м
- Матеріал - сталь.

Міст складається з двох поворотних частин кожна з яких важить 5000 тонн, та має довжину 170 м. Поворот мосту займає 15 хвилин.